# The Galloping Ghost
Pour l’article homonyme, voir The Galloping Ghost (serial).
The Galloping Ghost (Le fantôme galopant) était le nom donné à un P-51D Mustang de course piloté par Jimmy Leeward (en). Ancien appareil militaire (numéroté 44-15651) construit en 1944, il avait été acheté par la société Aero Trans Corp. DBA, située à Ocala, en Floride. Il avait subi de très lourdes modifications afin de gagner en performances, parmi lesquelles le raccourcissement de l'envergure des ailes et des gouvernes de profondeur, ajoutés à d'autres modifications visant à réduire la traînée aérodynamique engendrée par l'appareil en vol.
Il a été détruit le 16 septembre 2011 dans un très violent crash au milieu des spectateurs, au cours des Reno Air Races 2011, à Reno, dans le Nevada,,.

## Histoire

### Achat et premières modifications
The Galloping Ghost était à l'origine un P-51D-15-NA construit par North American Aviation et portant le numéro de série de l'Army Air Force 44-15651. Construit à l'usine d'Inglewood, en Californie, il était destiné à être utilisé pendant la seconde Guerre mondiale, comme bon nombre d'avions de ce type fabriqués à cette période. Une fois livré, il fut transféré à l'aérodrome de l'armée de l'air de Walnut Ridge (en), dans l'Arkansas, où il devint un élément appartenant aux surplus de l'armée. Étant qualifié de surplus militaire, il fut ensuite proposé à la vente au public pour une somme avoisinant les 3 500 $. Au même moment, Steve Beville et Bruce Raymond cherchaient un moyen de participer aux courses aériennes nationales de Cleveland, dans l'Ohio, qui devaient se tenir en septembre. Beville parvint à se réserver l'appareil auprès de la War Assets Administration (l'organisme qui gérait la vente des surplus militaires), malgré une date de clôture des ventes déjà dépassée pour les P-51 de l'aérodrome de Walnut Ridge. L'avion fut alors le dernier de ce type à avoir été vendu au public.
Après que Beville et Raymond eurent acheté l'appareil, le 22 juillet 1946, il reçut l'immatriculation NX79111 et le nom de « The Galloping Ghost », d'après le surnom de la star de football Red Grange. Il ne restait que peu de temps pour que l'appareil soit prêt pour les courses, et Raymond et Beville allégèrent l'appareil en le dépouillant de tous les composants estimés inutiles pour la course. Beville expliqua sa démarche ainsi : « Nous avons écrit à North American et leur avons demandé ce qui pouvait être fait au niveau des baies d'armement [les logements des canons] pour alléger les ailes. On a obtenu une réponse, mais ils ne nous ont parlé que de ce qu'on ne devait pas enlever... ce qui était parfait ! ». Beville se rappela alors d'une période pendant la guerre ou il avait convoyé un chasseur vers Jackson, dans le Michigan : « Il y avait un petit groupe, là-haut, qui travaillait sur les ailes d'avions pour l'Air Force. Ils retiraient toute la peinture et le mastic des ailes des avions et les recouvraient ensuite en leur faisant subir un polissage léger. Ils m'avaient dit que chaque petit rivet laissait derrière lui un creux, et le travail qu'ils accomplissaient faisait vraiment la différence au niveau des performances de l'appareil. Du coup, Bruce et moi avons décidé d'aller les voir un jour, pour voir s'ils pouvaient faire la même chose pour notre avion. Le prix qu'ils nous ont annoncé pour l'opération était de 3 500 $, ce qui correspondait au prix que nous avions investi dans l'avion lui-même, du coup nous avons décidé de le faire nous-mêmes. Nous avons décapé les ailes et recouvert chaque petite ouverture avec du mastic, que nous avons ensuite poli, puis nous avons repeint les ailes. Un peintre professionnel a appliqué la dernière couche de peinture, en gris clair, et nous l'avons ensuite polishé jusqu'à ce qu'il devienne parfaitement lisse. Une fois que nous avions fini, l'aile était si lisse qu'un chiffon posé dessus tombait immédiatement au sol ». L'avion reçut le numéro de course « 77 ».

### Débuts en course

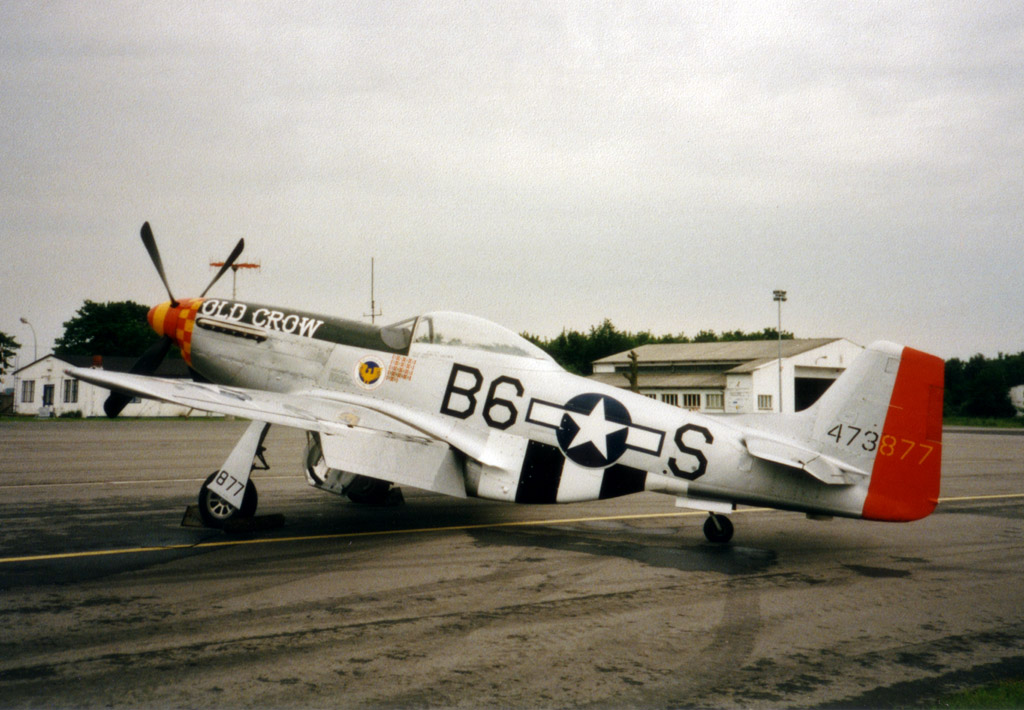
Un P-51D-20NA, très similaire à l'appareil de base ayant permis la création du Ghost. L'avion sera par la suite très lourdement modifié, ne ressemblant plus beaucoup à l'appareil original.

Raymond pilota l'avion dans sa première course, le Thompson Trophy de 1946, le premier depuis 1939 à la suite du démarrage de la Seconde Guerre mondiale. Arrivés à Cleveland, en ce mois d'août, Raymond et Beville réalisèrent rapidement que le niveau de la compétition était très relevé et qu'ils allaient devoir faire face à des adversaires autrement mieux équipés qu'eux. Ils y virent deux P-39 provenant directement de l'usine de Bell et un autre Mustang, numéroté 37, provenant de la côte Ouest. Ils pensèrent qu'ils n'avaient aucune chance et décidèrent à pile ou face de celui qui allait piloter l'avion. Finalement, Raymond remporta la quatrième place de la course en circuit fermé, remportant un prix de 3 000 $. Il avait parcouru la course du début à la fin en restant plein gaz, et le moteur Merlin, encore dans sa configuration d'origine, avait fait preuve d'une fiabilité exemplaire, bien qu'il ne fut pas aussi puissant que les moteurs dont étaient équipés les autres racers.
Raymond et Beville pensaient avoir fait tout ce qu'ils pouvaient pour la structure du Ghost, et ils décidèrent donc, en 1947, de porter leur attention sur l'obtention de chevaux supplémentaires. Le premier objectif était d'ajouter un dispositif d'injection d'eau à leur moteur Merlin. Toutefois, à cette période, Raymond et Beville n'étaient que de « petits amateurs » dans leur domaine, et si les choses n'étaient pas obtenues gratuitement ou presque, elles n'étaient pas faites. Ils savaient qu'au lycée du coin se trouvait un fuselage de P-47 qu'ils utilisaient pour leur instruction. Ils y allèrent et le lycée accepta de leur céder le système d'injection d'eau qui équipait le moteur R-2800 de l'appareil de tests, bien qu'ils ne surent pas vraiment, à ce moment-là, quoi faire de ces deux caisses de matériel, ni comment adapter sur un Merlin un système qui avait été prévu pour le moteur à double étoile du chasseur P-47. Finalement, ils trouvèrent la personne qui avait conçu le système et reçurent de l'aide de la part de la Bendix Corporation. Malheureusement, le résultat fut assez décevant : Avec l'injection d'eau, le moteur n'acceptait pas autant de pression de suralimentation (1,35 bar) que lorsqu'il tournait « à sec » (2 bar), et des détonations prématurées se faisaient sentir. Malgré ce problème, il était temps de repartir pour Cleveland.
Les National Air Races regorgeaient de vendeurs désirant offrir aux compétiteurs de l'essence et de l'huile gratuites, en échange de publicité pour leurs produits. En 1947, la SOHIO Oil Company proposait un nouveau carburant à indice d'octane élevé, et elle proposa également l'utilisation d'un fluide spécial anti-détonation (Anti-Detonate Injection - ADI), qui était idéalement adapté pour être employé avec son nouveau carburant aviation. La seule condition pour profiter gratuitement de ces nouveautés était d'afficher le logo de la compagnie sur l'appareil engagé en course. Beville pensa que c'était une idée intéressante et accepta l'essence et le liquide ADI gratuits. Lors de son premier run de qualifications, Beville se montra très surpris de constater une augmentation de vitesse de 20 nœuds avec une pression d'admission de 2,7 bar. Il pilota ensuite l'appareil pendant le Kendall Trophy, gagnant la course et battant le record de vitesse en circuit fermé, le 31 août 1947, avec une vitesse de 618,95 km/h, l'ancien record étant alors détenu par Alvin « Tex » Johnston, qui avait atteint la vitesse de 601,7 km/h au Thompson Trophy de l'année précédente, gagnant alors 2 500 $,,. Le jour suivant, il s'aligna pour participer au Thompson Trophy, mais fut victime de soucis mécaniques, son moteur commençant à entrer en surchauffe au moment où le drapeau de départ de la course tombait. Malgré la vapeur qui sortait du capot, Beville fit tout de même voler le 77 et passa les deux premiers tours à laisser refroidir le moteur. En parallèle, Jack Hardwick fit un atterrissage d'urgence avec son P-51C juste après le décollage, et plus tard Tony Janazzo fut tué à bord de son Goodyear F2G après avoir été submergé par les gaz d'échappement de son avion. Finalement, sur les treize racers engagés au départ du Thompson Trophy 1947, seuls six parvinrent à terminer la course. Beville termina quatrième et empocha une récompense de 3 000 $.
Ce fut au tour de Raymond de piloter le 77, en 1948. Pendant la période inter-courses, Raymond et Beville n'avaient pas réussi à entretenir convenablement le système d'injection d'eau, et ce dernier était désormais attaqué par la corrosion. Le moteur et son injection d'eau eurent un comportement assez hasardeux pendant toute la durée des courses de 1948, mais Raymond, malgré un moteur se montrant peu à l'aise, parvint à gagner la course du Tinnerman Trophy, où il finira premier de l'épreuve pour moins d'une seconde, empochant un prix de 3 150 $. Avec les deux courses précédentes, la SOHIO Oil Company (finissant quatrième) et la Thompson Trophy (finissant second), il remporta un total de 11 850 $ sur trois courses. La fin de la course Thompson de 1948 ne fut rien de moins que la répétition de celle de l'année précédente, avec seulement trois appareils à l'arrivée sur un total de douze au départ de l'épreuve. Raymond n'avait aucune idée de sa place au classement, après s'être posé. Quand il apprit qu'il était deuxième derrière Anson Johnson et son Mustang bleu, il fut extrêmement surpris.

### Dernières courses et revente de l'avion
En 1949, le Merlin produisait environ 2 200 ch, grâce à une injection d'eau enfin efficace et à l'utilisation des produits de la SOHIO Oil Company. Beville participa aux trophées Thompson et SOHIO, terminant deux fois à la quatrième place et remportant un total de 3 700 $. Ces succès furent cependant un peu masqués, à la suite de la mort du pilote Bill Odom, au cours de la course Thompson, qui s'écrasa dans une maison et tua une femme et son enfant. Devant l'atrocité du crash, le public fut profondément choqué, et il y a fort à parier que cet événement ait pesé lourd sur la balance au moment de la décision de l'arrêt des courses à Cleveland.
Les courses de Cleveland étaient importantes pour les deux propriétaires du Ghost. En effet, elles permettaient de gagner de l'argent, argent qui était nécessaire pour permettre à l'avion de rester en bonne condition. Avec l'arrêt de ces événements, le P-51 était plus devenu un handicap qu'un atout, et en 1950 il fut vendu à l'ancien pilote de course et revendeur Jack Hardwick. Pendant les années qui suivirent, l'appareil passa de nombreuses fois d'un propriétaire à un autre, jusqu'à finir dans les mains de Cliff Cummins, qui allait alors jouer un rôle important dans le retour de l'appareil aux courses à la fin des années 1960.

### Une seconde vie
Le Dr Cliff Cummins acheta l'appareil en 1963, ce dernier étant alors devenu une épave dépouillée. Il restaura l'appareil et le modifia pour la course, en lui installant une verrière à profil réduit et en réduisant l'envergure des ailes de quatre pieds (1,22 m). Il participa premièrement aux courses de Reno de 1969, sous le nom de baptême de « Miss Candace » (le nom de sa fille) et sous le numéro de course « 69 ». Malheureusement, lors des courses de 1970, il fut victime d'une panne moteur et fit un atterrissage forcé en dehors de la piste, endommageant l'appareil,.
L'appareil fut encore reconstruit, cette fois avec une verrière très petite, provenant d'un « racer » de Formule 1, et une entrée d'air de refroidissement ventrale plus petite. Dans cette configuration, Cummins fit courir l'avion pour la première fois en 1972. En 1973, il se qualifia en troisième position de la Unlimited Class Gold Race et finit la course à la seconde place, derrière Lyle Shelton (en) et son Bearcat. Il remporta ensuite la course nationale de 1976 à Mojave, en Californie, avec une vitesse de 679,14 km/h. Après avoir couru pendant plusieurs autres années avec un succès assez limité, Cummins vendit l'avion en 1979 à Wiley Sanders, de la compagnie de transports routiers Sanders Truck Lines.
Sanders renomma l'avion « Jeannie », le prénom de sa femme, et le reconstruisit avec une attention particulière à la réduction de poids. Finalement, 272 kg furent retirés au poids initial de la structure. Roy « Mac » McLain pilota l'appareil en 1979 aux courses de Reno, mais l'appareil fut endommagé avant les courses de l'année suivante par un crash à l'aéroport de Van Nuys. Dans un effort désespéré l'avion fut reconstruit et piloté à nouveau par McLain, remportant la Gold Race de Reno seulement quelques jours plus tard. Aux courses de Reno de 1981, Skip Holm était aux commandes de l'avion et remporta la course de la catégorie Unlimited Class Gold Race. L'année suivante, le moteur explosa et l'avion ne put participer à la Gold Race.

### Dernier propriétaire
L'avion fut vendu à Jimmy Leeward en 1983, peu de temps après que son envergure eût encore été réduite de six pieds (1,82 m). Leeward fit initialement courir l'avion sous le nom de « Specter » et le numéro de course « X », puis utilisa plus tard l'appareil à Reno sous le numéro de course « 9 », puis « 44 », accompagné du nom de « The Leeward Air Ranch Special ». Après qu'une nouvelle casse moteur, à Reno 1989, ait forcé Leeward à poser son avion en urgence sur une route poussiéreuse, le Mustang modifié ne fut plus visible en courses de 1990 à 2009.
Le Galloping Ghost réapparut aux Reno Air Races en 2010, portant le numéro « 177 ».

## Crash auxReno Air Racesde 2011

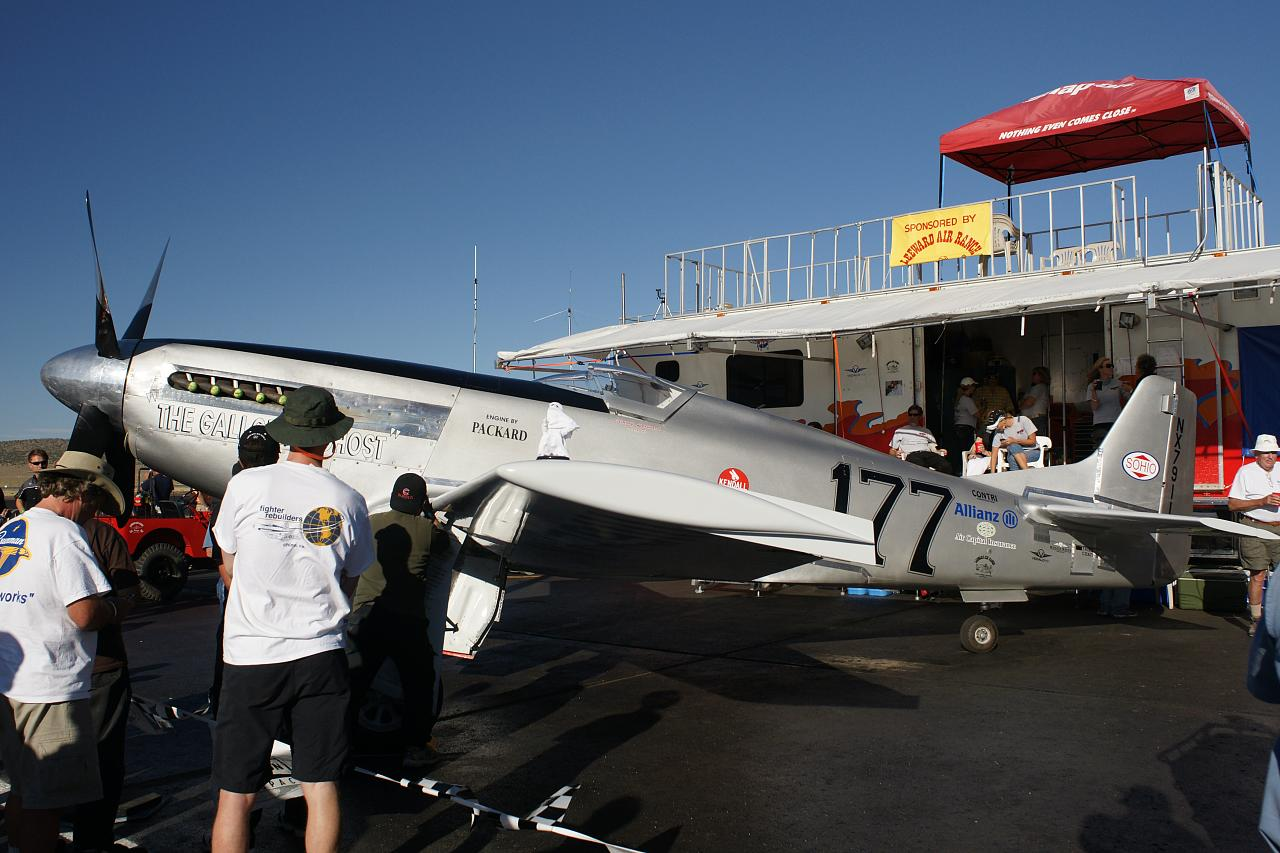
Vue de côté de l'avion, l'année précédent celle du crash. Notez la verrière de dimensions très réduites, visant à minimiser la traînée produite pendant le vol à hautes vitesses.

En 2011, Leeward, alors âgé de 74 ans, présenta à nouveau l'avion aux Reno Air Races. Le 16 septembre 2011, The Galloping Ghost s'écrasa au milieu des spectateurs pendant une course, tuant Leeward et dix spectateurs, et blessant soixante-neuf autres personnes. L'avion venait juste de passer le dernier pylône quand il se mit soudain à remuer fortement, cabrer violemment puis passer en vol inversé. Il se mit ensuite à plonger vers le sol et les tribunes, s'écrasant dans les rangées de sièges placées juste en avant des tribunes.
Le NTSB examina l'événement, afin de savoir si la perte d'un élément de la queue de l'avion avait joué un rôle dans le crash du Ghost. Les rapports édités par les différents journalistes et éléments de presse présents sur les lieux au moment du crash comprenaient une photographie prise juste avant l'impact, lorsque l'avion était en vol inversé, et montrant que la queue de l'appareil avait perdu le compensateur de profondeur gauche,. Un événement similaire s'était déjà produit en 1998 : un Mustang nommé « Voodoo Chile », piloté par Bob « Hurricane » Hannah, avait perdu un compensateur pendant la course de Reno. Cet incident n'avait pas mené à un crash, mais Hannah avait rapporté que lorsque le compensateur avait cédé, l'avion s'était mis à cabrer violemment et lui avait fait subir une accélération supérieure à 10 g, entraînant une perte de connaissance. Quand il reprit connaissance, l'avion avait grimpé à plus de 9 000 pieds (~ 2 700 m). Par chance, Hannah parvint à récupérer l'appareil et à le poser en sécurité,.

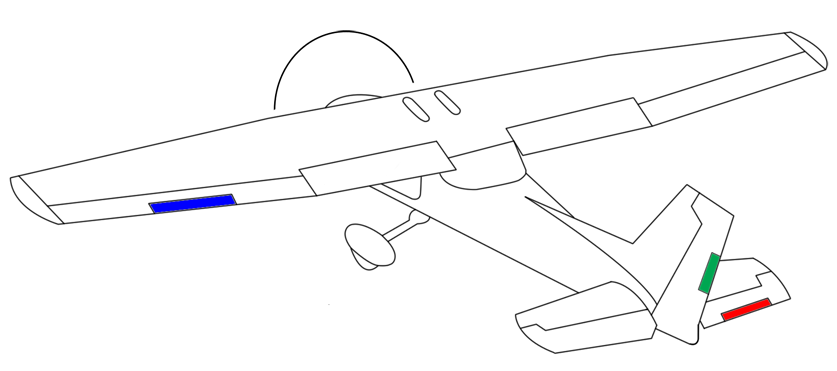
Le compensateur de profondeur est la partie en rouge sur ce dessin.

Dans le rapport d'enquête du NTSB, la cause du crash est attribuée à l'extrême accélération verticale engendrée par le cabrage violent de l'avion, à la suite de la perte de son compensateur de profondeur gauche. Des écrous de verrouillage, qui maintiennent normalement serrées les vis des supports du compensateur, n'ont pas rempli leur rôle, et la structure de maintien du compensateur a d'abord subi un fort battement, puis le compensateur s'est arraché. Ces fameux boulons ne possédaient plus leur pouvoir d'auto-verrouillage normal, en raison d'une durée d'utilisation totale ayant dépassé de loin celle pour laquelle ils avaient été prévus à l'origine par leur constructeur.
Dans une vidéo parue sur YouTube, et plus tard dans une revue spécialisée, l'avion fut décrit par Leeward comme ayant été lourdement modifié, étant équipé d'une verrière de racer courant en catégorie « Formule 1 » et d'autres modifications destinées à améliorer l'aérodynamique de l'avion et d'augmenter sa vitesse. Ces modifications comprenaient la suppression des radiateurs d'eau et d'huile du ventre de l'appareil et leur remplacement par un système de refroidissement par évaporation. Les ailes avaient subi un raccourcissement supplémentaire de six pieds par l'ancien propriétaire, pour un total de dix pieds, et la gouverne de profondeur avait également été réduite en envergure. Les ailerons, au bout des ailes, n'avaient plus que la moitié de leur longueur d'origine, et la surface réduite des ailes imposait des vitesses d'approche et d'atterrissage particulièrement élevées pour un avion à hélice, étant similaires à celles d'un MiG-21. L'objectif recherché était de créer un avion pouvant obtenir la vitesse la plus importante possible avec la puissance disponible. Leeward décrivit ses modifications comme étant « radicales », le système de refroidissement par évaporation étant décrit comme étant similaire à celui équipant la navette spatiale. D'autres améliorations et expérimentations avaient également été opérées, comme des essais d'associations entre différents réglages de moteur et modèles d'hélices. Dans son atelier, Leeward possédait trois hélices différentes : une équipée de pales T-28A, une Aeroproducts de P-51H (3,35 m de diamètre) et une appartenant aux premières versions du Mustang. Après plusieurs essais, il avait fini par constater que, contrairement à ce que faisaient habituellement ses concurrents, l'installation de l'hélice d'origine était plus intéressante que celle de modèles à hautes performances.